# Dobrič
Dobrič is een plaats in Slovenië en maakt deel uit van de gemeente Polzela in de NUTS-3-regio Savinjska. De plaats telde 199 inwoners op 1 januari 2020.

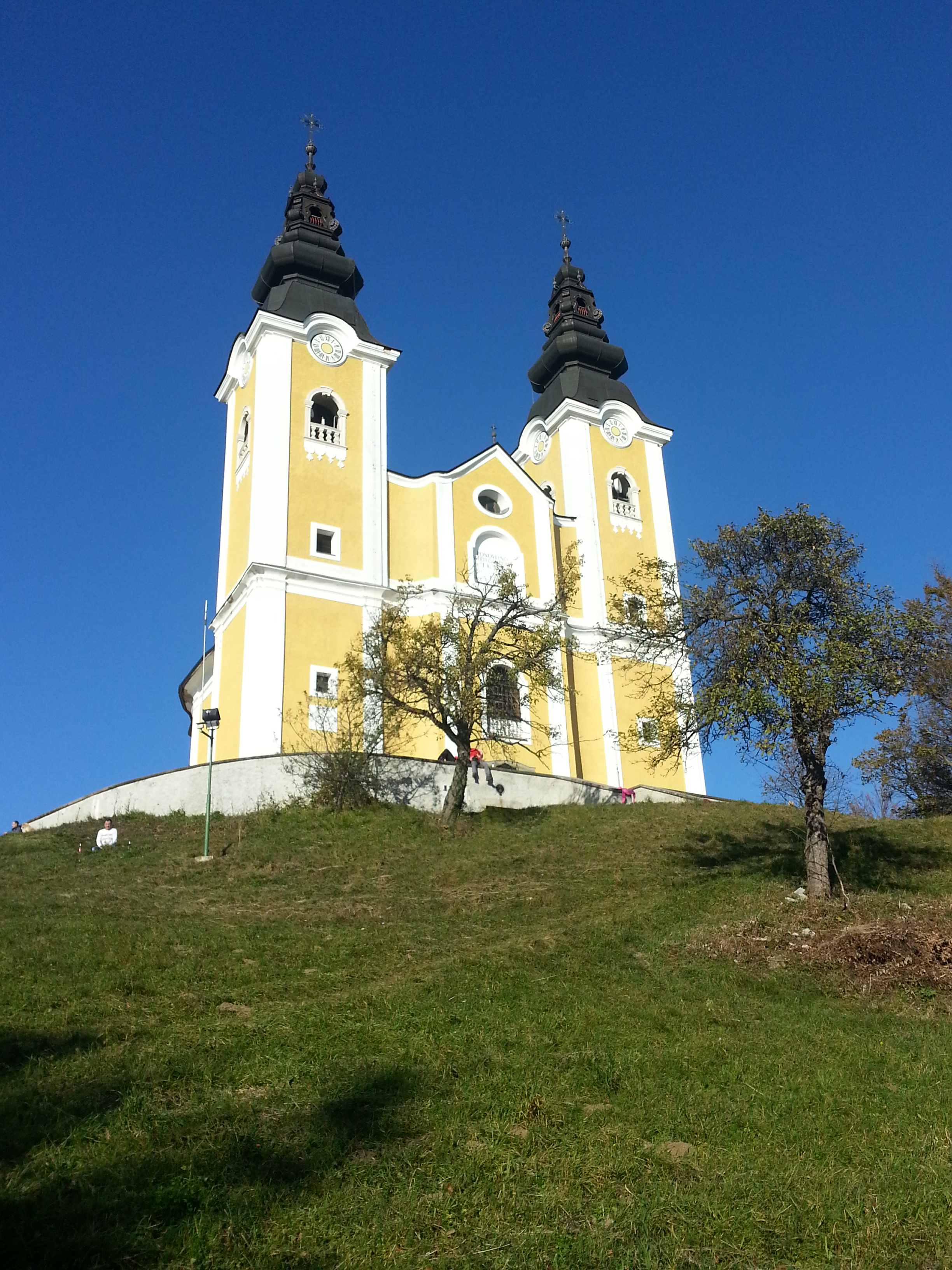
Heilig Kruiskerk